# Sydafrikas flygvapen
Sydafrikas flygvapen är republiken Sydafrikas flygvapen och en av vapengrenarna i South African National Defence Force (SANDF). Det bildades 1 februari 1920 med basen i Pretoria, där huvudkvarteret fortfarande är beläget. 
Flygvapnet har använts inom landet, vid Randupproret 1922, och deltagit i andra världskriget och Koreakriget. Under 1960-talet sattes flyget in i Sydafrikanska gränskriget, på 1970-talet även i inbördeskriget i Angola. Deltagandet upphörde i slutet på 1980-talet, och under 1990-talet innebar ekonomiska besparingar för det militära även begränsningar inom flygvapnet. Det har dock kunnat användas i bland annat fredsbevarande insatser. 
Under apartheid-eran var det officiella namnet Suid-Afrikaanse Lugmag (SALM), vilket fortfarande används som benämning på afrikaans.

## Historia

### De första åren
Sydafrikas flygvapen bildades, med basen i Pretoria 1 februari 1920 och är därmed det näst äldsta flygvapnet i samväldet efter brittiska RAF. Föregångaren South African Aviation Corps bildades redan i januari 1915, men bristen på flygplan gjorde att kårens aktiviteter inskränkte sig till utbildning, träning och enstaka spaningsflygningar över Tyska Västafrika. Hösten 1915 ombildades kåren som No.26 Squadron i Royal Air Force och fortsatte att verka i Östafrika under brittisk flagg. Vid en spaningsflygning lokaliserades den tyska kryssaren SMS Königsberg som därefter kunde sänkas av en brittisk flottstyrka under slaget vid Rufijifloden. Efter första världskrigets slut skänktes över etthundra begagnade flygplan till Sydafrika av RAF vilka bildade stommen i det flygvapen som grundades 1920.
Flygvapnets första insats gjordes 1922 under Randupproret när en gruvstrejk i Johannesburg övergick i regelrätt uppror. Upproret krossades av Jan Smuts regeringsstyrkor bland annat med hjälp av flygbombning. Under den stora depressionen gjordes stora nedskärningar i Sydafrikas flygvapen. När ekonomin återhämtat sig 1934 lanserades en femårsplan för återuppbyggnad av de sydafrikanska stridskrafterna, men när andra världskriget bröt ut 1939 hade planen till stora delar ännu inte genomförts. Flygvapnet hade 104 stycken, mestadels omoderna, flygplan och bara 173 anställda officerare. Över tusen piloter hade dock utbildats och den första åtgärden var att kalla in dessa för kompletterande stridsutbildning. Även alla flygplan från South African Airways (18 stycken Ju 86 och 11 stycken Ju 52) togs över av flygvapnet och användes för havsövervakning och transport.

### Andra världskriget

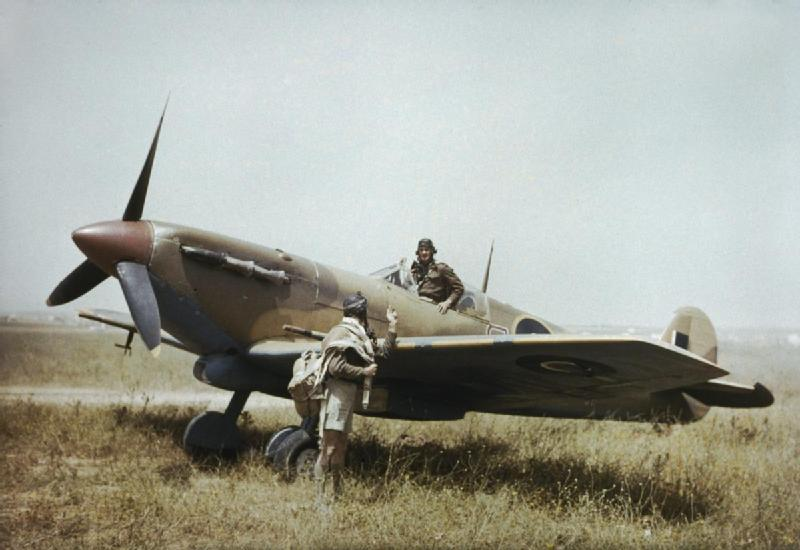
En Spitfire Mk.V från 40 Squadron i Gabès, Tunisien.

Sydafrika låg till en början långt ifrån krigets konfliktområden, men när Italien i maj 1940 började kraftsamla styrkor i Abessinien svarade Sydafrika med att basera 1 Squadron (jaktflyg) och 12 Squadron (bombflyg) i Nairobi i dåvarande Brittiska Östafrika. Italien förklarade krig 10 juni 1940 och Sydafrikas flygvapen drogs in i striderna dagen därpå. Trots att de italienska piloterna var bättre utbildade och hade modernare flygplan lyckades de sydafrikanska piloterna stå sig väl tack vare sin numerära överlägsenhet och bättre anpassad taktik. De italienska styrkorna i Östafrika kapitulerade i november 1940. Efter att fälttåget i Östafrika var avslutat sattes Sydafrikas flygvapen in i ökenkriget. Den erfarenhet som piloterna skaffat sig i Östafrika visade sig vara välbehövlig när de mötte den stridsvana tyska Jagdgeschwader 27.
Efter den japanska erövringen av Andamanerna och Nikobarerna i mars 1942 fick japanska flottan tillgång till baser vid Indiska Oceanen och kunde genomföra flera anfall mot brittiska fartyg i Bengaliska viken samt de brittiska baserna på Ceylon. För att hindra den japanska expansionen västerut beslutade de allierade att genomföra operation Ironclad; en invasion av den av Vichyregimen kontrollerade ön Madagaskar. Den 25 april 1942 lämnade den brittisk-sydafrikanska amfibiestyrkan ”Force 121” Durban med kurs mot hamnstaden Diego Suarez på Madagaskars nordspets. Sydafrikas flygvapen spelade en viktig roll genom spaningsflygningar från Lindi i Brittiska Tanganyika (idag Tanzania). Landstigningen började 5 maj och den 12 maj hade Arrachart Airport erövrats. Dagen efter lyfte en armada om 32 sydafrikanska flygplan från Lindi för att baseras på Arrachart varifrån de kunde ge flygunderstöd till den fortsatta erövringen av ön. Den 10 september 1942 kunde den sydafrikanska flygstyrkan flytta söderut till Mahajanga och 28 september till Ivato. De sista franska styrkorna på Madagaskar kapitulerade 5 november 1942.
Efter fälttåget i Tunisien hade Sydafrikas flygvapen växt till sexton flygdivisioner i Nordafrika varav flera nu var både stridsvana och utrustade med moderna maskiner. De kunde därför övergå till en mer aktiv roll under operation Husky och det därefter följande italienska fälttåget. De sydafrikanska flygdivisionerna deltog i luftstriderna över Jugoslavien och spelade en viktig roll under operation Tempest (de allierades understöd till Warszawaupproret). Efter krigsslutet deltog Sydafrikas flygvapen i luftbron till Berlin under Berlinblockaden.

### Koreakriget

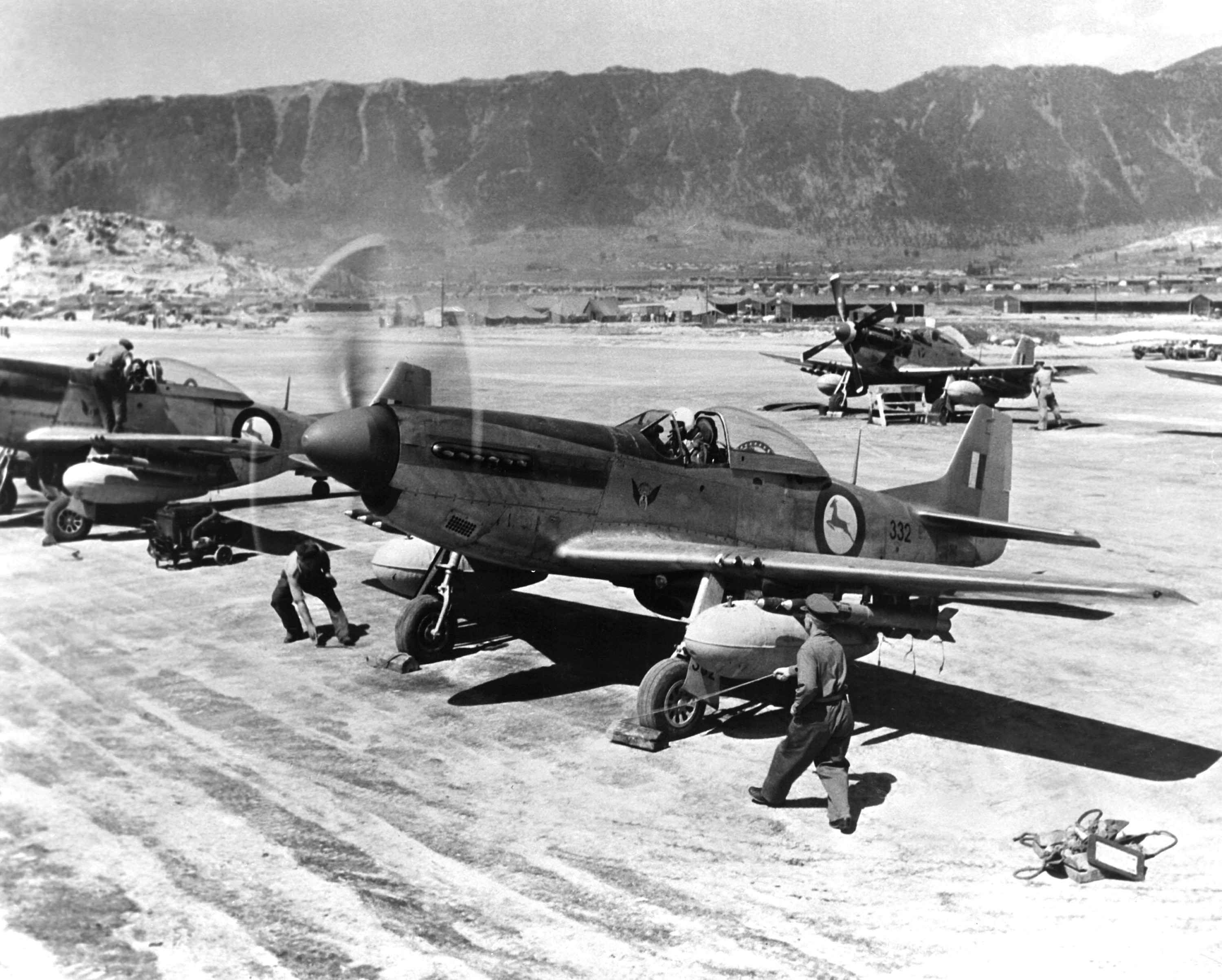
En sydafrikansk P-51D i Korea, maj 1951.

När Koreakriget bröt ut skickade Förenta Nationerna ut en begäran till sina medlemmar att ställa upp med styrkor för att stoppa Nordkoreas invasion av Sydkorea. Den 20 juli 1950 beslutade unionsregeringen att skicka en jaktdivision till Korea för att hörsamma FN:s begäran. Divisionen avseglade från Durban 26 september och anlände till Yokohama sex veckor senare. Den 16 november var divisionen stridsklar och lämnade Japan för Pusan. Trots att divisionen på grund av de nordkoreanska landvinningarna flera gånger var tvungna att byta bas fortsatte den att strida till december 1953. Divisionen hade då förlorat 74 av sina 95 North American P-51 Mustang. Tolv av piloterna hade dödats och trettio var saknade i strid. I januari 1953 drogs divisionen tillbaka till Japan för att utrustas med North American F-86 Sabres. Det blev den första sydafrikanska divisionen som utrustades med jetflygplan. I mars samma år sattes den åter in i strid och var i tjänst fram till vapenstilleståndet i juli.

### Gränskrig
Under 1960-talet utvecklades Sydafrikas flygvapen till ett toppmodernt flygvapen med flera nya typer av flygplan och helikoptrar. Utvecklingen drevs både av strävan efter oberoende från Storbritannien samt rädsla för kommunistisk expansion i Centralafrika, båda en följd av Harold Macmillans avkolonisering av Afrika. Hotet från kommunistiska självständighetsrörelser i de norra grannländerna ledde till Sydafrikanska gränskriget och under 1970-talet Sydafrikas inblandning i Angolanska inbördeskriget. Sydafrikas Mirage F1 stod sig bra mot Angolas MiG-21, men var underlägsna de MiG-23 som Sovjetunionen senare sålde till Angola. På grund av vapenembargot kunde Sydafrika inte köpa modernare flygplan, men man hade ett hemligt samarbete med Israel som gjorde att man kunde licenstillverka en egen version av IAI Kfir som kallades Atlas Cheetah och som var i tjänst in på 2000-talet då de ersattes av Saab 39 Gripen.

### Kärnvapen
Under 1970- och 1980-talen hade Sydafrika ett aktivt kärnvapenprogram. Totalt åtta kärnladdningar tillverkades. En provsprängdes troligen i Sydatlanten 22 september 1979 och en blev bara halvfärdig innan tillverkningen avbröts. Kärnvapenprogrammet avslutades 1989 och de resterande sex kärnladdningarna destruerades efter att Harry Schwarz skrivit på icke-spridningsavtalet för Sydafrikas räkning. Vapenbärare för de sydafrikanska kärnvapnen var flygvapnets Hawker Siddeley Buccaneers och English Electric Canberras. Båda dessa flygplansmodeller var dock omoderna och sårbara för det relativt moderna angolanska luftförsvaret och Sydafrika försökte därför licenstillverka de israeliska medeldistansrobotarna Jericho och Shavit. Robotarna blev dock aldrig vapenbärare utan byggdes i stället som rymdraketer och tre av dem har använts för att skjuta upp satelliter från raketbasen i Overberg.

### Efter apartheid

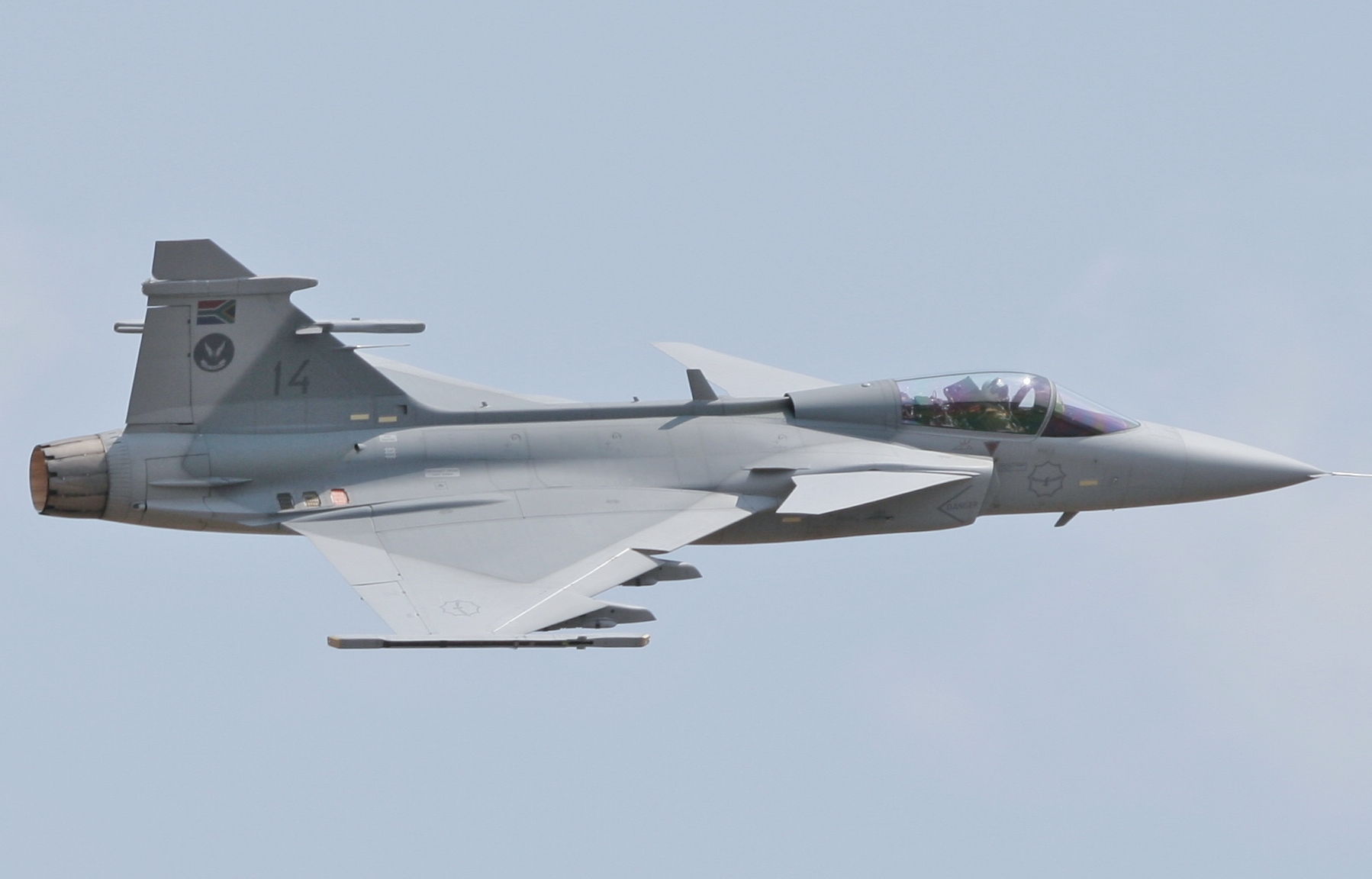
en Saab 39 Gripen i sydafrikanskt livré.

Gränskriget slutade 1989 och ungefär samtidigt började apartheid-systemet att avvecklas. Året efter blev Namibia självständigt från Sydafrika. Den slutliga omställningen till demokrati var valet 1994 när Nelson Mandela blev Sydafrikas president. Samtidigt upphävdes vapenembargot vilket gjorde att omoderna flygplan som Mirage och Cheetah kunde ersättas med modernare flygplan som Saab 39 Gripen. De politiska omvälvningarna innebar dock dyra reformer som krävde besparingar på bland annat försvarsmakten. Även om Sydafrikas flygvapen fortfarande anses vara det effektivaste flygvapnet söder om Sahara innebär besparingarna avsevärda begränsningar i operativ förmåga. Bland annat saknas lufttankningsförmåga samt ett antal viktiga vapensystem till Gripen som jaktrobotar med lång räckvidd, sjömålsrobotar och attackrobotar. Trots det har Sydafrikas flygvapen kunnat delta i fredsbevarande operationer i Kongo-Kinshasa och Centralafrikanska republiken.. 2024 rapporterade tidningen Affärsvärlden att Sydafrikas Gripen-flygplan till följd av besparingar inte längre var flygdugliga.

### Sköldmärken
Under åren har Sydafrikas flygvapen använt flera olika sköldmärken. Till att börja med använde man koncentriska cirklar liknande de som användes av RAF för att efter andra världskriget byta till nationalsymbolen springbock. År 1958 byttes den blåvita rundeln ut mot Godahoppsfästningens femkantiga kontur samtidigt som springbocken fick byta färg från orange till guld. År 1993 byttes springbocken ut mot flygvapnets heraldiska vapen, en kungsörn. Den sista förändringen gjordes 2003 när Godahoppsfästningens kontur byttes ut mot en niouddig stjärna som symboliserar Sydafrikas nio provinser.

1920 (experimentell)
1920 (experimentell)
1920–1927
1927–1947
1947–1958
1958–1993
1993–2003
2003–

## Utrustning

### Flygplan
| Namn                        | Typ                                 | Antal | Kommentar                                      |
| --------------------------- | ----------------------------------- | ----- | ---------------------------------------------- |
| Saab 39 Gripen              | Enhetsflygplan                      | 26    | 17 Gripen C + 9 Gripen D                       |
| BAE Hawk 120                | Skolflygplan                        | 24    |                                                |
| Pilatus PC-7                | Skolflygplan                        | 56    | 60 levererade, 4 förlorade i haverier          |
| Lockheed C-130 Hercules     | Transportflygplan                   | 7     | Ytterligare 2 i icke flygbart skick            |
| Cessna 208 Caravan          | Transport- och passagerarflygplan   | 7     | 10 levererade, 3 förlorade i haverier          |
| Douglas C-47TP Turbo Dakota | Transportflygplan                   | 6     | 2 flygplan ombyggda för elektronisk krigföring |
| Beechcraft Super King Air   | Transport- och passagerarflygplan   | 4     |                                                |
| CASA C-212 Aviocar          | Transportflygplan                   | 3     |                                                |
| Cessna Citation II          | Passagerarflygplan                  | 2     | Civilregistrerade som ZS-LIG och ZS-MLN        |
| Dassault Falcon 50          | Passagerarflygplan                  | 2     | Civilregistrerade som ZS-CAQ och ZS-CAS        |
| Dassault Falcon 900         | Passagerarflygplan                  | 1     | Civilregistrerad som ZS-NAN                    |
| Pilatus PC-12               | Passagerarflygplan och ambulansflyg | 1     |                                                |
| Boeing 737                  | Passagerarflygplan                  | 1     | Civilregistrerad som ZS-RSA                    |

Källa: 

### Helikoptrar
| Namn                 | Typ                               | Antal | Kommentar                                                                                       |
| -------------------- | --------------------------------- | ----- | ----------------------------------------------------------------------------------------------- |
| Denel Rooivalk       | Attackhelikopter                  | 12    |                                                                                                 |
| Atlas Oryx           | Transporthelikopter               | 46    | Pirattillverkad variant av Aérospatiale SA 330 Puma                                             |
| AgustaWestland AW109 | Transport- och spaningshelikopter | 27    | 30 levererade, 3 förlorade i haverier                                                           |
| MBB/Kawasaki BK 117  | Skol- och transporthelikopter     | 6     | 9 övertagna från Bantustan-miliserna när apartheid-systemet avvecklades, 3 förlorade i haverier |
| Westland Super Lynx  | Ubåtsjakthelikopter               | 4     | Baserade på Sydafrikas Valour-klass fregatter                                                   |

Källa: 

### Vapensystem
| Namn             | Typ              | Målsökare               | Vapenbärare      | Kommentar                 |
| ---------------- | ---------------- | ----------------------- | ---------------- | ------------------------- |
| Denel Seeker 400 | UAV              | Fjärrstyrd              | —                |                           |
| IRIS-T           | Jaktrobot        | Infraröd                | Saab 39 Gripen   |                           |
| A-Darter         | Jaktrobot        | Infraröd                | Saab 39 Gripen   | Ännu ej i tjänst          |
| Mokopa           | Pansarvärnsrobot | Laserstyrning           | Denel Rooivalk   | Ännu ej i tjänst          |
| GBU-12 Paveway   | Smart bomb       | Laserstyrning           | Saab 39 Gripen   |                           |
| Umbani           | Smart bomb       | GPS, infraröd och laser | BAE Systems Hawk | Utvecklad men inte inköpt |

## Organisation

### Aktiva divisioner
| Division    | Plats        | Utrustning                                                    |
| ----------- | ------------ | ------------------------------------------------------------- |
| 2 Squadron  | Makhado      | Saab 39 Gripen                                                |
| 15 Squadron | Durban       | Agusta A109, BK 117, Atlas Oryx                               |
| 16 Squadron | Bloemfontein | Denel Rooivalk                                                |
| 17 Squadron | Swartkop     | Agusta A109, Atlas Oryx                                       |
| 19 Squadron | Hoedspruit   | Agusta A109, Atlas Oryx                                       |
| 21 Squadron | Waterkloof   | Citation II, Boeing 737, Falcon 20, Falcon 900                |
| 22 Squadron | Ysterplaat   | Atlas Oryx, Super Lynx                                        |
| 28 Squadron | Waterkloof   | Lockheed C-130 Hercules                                       |
| 35 Squadron | Ysterplaat   | Douglas C-47TP Turbo Dakota                                   |
| 41 Squadron | Waterkloof   | Cessna 208 Caravan, Beechcraft Super King Air                 |
| 44 Squadron | Waterkloof   | CASA C-212 Aviocar, CASA CN-235                               |
| 60 Squadron | Waterkloof   | Saknar flygplan i väntan på inköp av tunga transportflygplan. |

Källa: 

### Reservdivisioner
| Division     | Plats          |
| ------------ | -------------- |
| 101 Squadron | Hoedspruit     |
| 102 Squadron | Makhado        |
| 104 Squadron | Waterkloof     |
| 105 Squadron | Durban         |
| 106 Squadron | Bloemfontein   |
| 107 Squadron | Bloemfontein   |
| 108 Squadron | Port Elizabeth |
| 110 Squadron | Ysterplaat     |
| 111 Squadron | Waterkloof     |

Källa: 

### Skolor och centra
| Division                                     | Plats         | Utrustning                      |
| -------------------------------------------- | ------------- | ------------------------------- |
| 68 Air School                                | Thaba Tshwane |                                 |
| 80 Air Navigation School                     | Ysterplaat    |                                 |
| 85 Combat Flying School                      | Makhado       | BAE Systems Hawk                |
| 87 Helicopter Flying School                  | Bloemfontein  | Agusta A109, BK 117, Atlas Oryx |
| Central Flying School                        | Langebaanweg  | Pilatus PC-7                    |
| Air Force Command and Control School         | Hoedspruit    |                                 |
| Air Force Gymnasium                          | Hoedspruit    |                                 |
| Air Publications Service Centre              | Thaba Tshwane |                                 |
| Command and Control School                   | Waterkloof    |                                 |
| Electronic Warfare Centre                    | Waterkloof    |                                 |
| Fire Training School                         | Swartkop      |                                 |
| Joint Air Reconnaissance Intelligence Centre | Waterkloof    |                                 |

Källa: 

### Radar- och stridsledningsförband
| Division     | Plats   | Utrustning   |
| ------------ | ------- | ------------ |
| 140 Squadron | (mobil) | Umlindi AR3D |
| 142 Squadron | (mobil) | Marconi S711 |

Källa: 

### Säkerhetsförband
| Division     | Plats        |
| ------------ | ------------ |
| 500 Squadron | (mobil)      |
| 501 Squadron | (mobil)      |
| 502 Squadron | —            |
| 503 Squadron | Swartkop     |
| 504 Squadron | Waterkloof   |
| 505 Squadron | Ysterplaat   |
| 506 Squadron | Bloemfontein |
| 508 Squadron | Durban       |
| 514 Squadron | Hoedspruit   |
| 515 Squadron | Makhado      |
| 516 Squadron | —            |
| 525 Squadron | Overberg     |
| 526 Squadron | Langebaanweg |

Källa: 

## Gradbeteckningar
| Officerare | Officerare         | Officerare      | Officerare         | Officerare | Officerare         | Officerare | Officerare | Officerare | Officerare        | Officerare        |
| ---------- | ------------------ | --------------- | ------------------ | ---------- | ------------------ | ---------- | ---------- | ---------- | ----------------- | ----------------- |
|            |                    |                 |                    |            |                    |            |            |            |                   |                   |
| Generaal   | Luitenant Generaal | Generaal-Majoor | Brigadier Generaal | Kolonel    | Luitenant Kolonel  | Majoor     | Kaptein    | Luitenant  | Tweede Luitenant  | Beampte kandidaat |
| General    | Lieutenant General | Major General   | Brigadier General  | Colonel    | Lieutenant Colonel | Major      | Captain    | Lieutenant | Second Lieutenant | Officer candidate |
| General    | Generallöjtnant    | Generalmajor    | Brigadgeneral      | Överste    | Överstelöjtnant    | Major      | Kapten     | Löjtnant   | Fänrik            | Officersaspirant  |

| Underofficerare och Underbefäl | Underofficerare och Underbefäl | Underofficerare och Underbefäl | Underofficerare och Underbefäl | Underofficerare och Underbefäl | Underofficerare och Underbefäl | Underofficerare och Underbefäl | Underofficerare och Underbefäl | Underofficerare och Underbefäl | Underofficerare och Underbefäl | Underofficerare och Underbefäl |
| ------------------------------ | ------------------------------ | ------------------------------ | ------------------------------ | ------------------------------ | ------------------------------ | ------------------------------ | ------------------------------ | ------------------------------ | ------------------------------ | ------------------------------ |
|                                |                                |                                |                                |                                |                                |                                |                                |                                |                                |                                |
| Meester hoofwaarborg-beampte   | Senior hoofwaarborg-beampte    | Hoofwaarborg-beampte           | Meesterswaarborg-beampte       | Senior lasbrief-beampte        | Aandredings-beampte Klas 1     | Aandredings-beampte Klas 2     | Vlugsersant                    | Sersant                        | Korporaal                      | Onderkorporaal                 |
| Master chief warrant officer   | Senior chief warrant officer   | Chief warrant officer          | Master warrant officer         | Senior warrant officer         | Warrant officer class 1        | Warrant officer class 2        | Flight sergeant                | Sergeant                       | Corporal                       | Lance corporal                 |
| Flottiljförvaltare             | Flottiljförvaltare             | Förvaltare                     | Förvaltare                     | Förvaltare                     | Fanjunkare                     | Fanjunkare                     | Förste sergeant                | Sergeant                       | Korpral                        | Vicekorpral                    |